# 중심 업무 지구
중심업무지구(中心業務地區, 영어: Central Business District, CBD)는 도시 내에서 전략적 의사결정을 비롯한 고차원적인 경영·관리 업무를 수행하는 기업 본사와 금융기관 등의 사무실이 밀집한 공간을 뜻한다.

## 의미와 경계
중심업무지구라는 단어는 영단어 'Central Business District'를 번역한 것으로, 옥스포드 영어사전에 의하면 영어권에서 'Central Business District'라는 단어의 쓰임은 1860년대부터 등장한다.
중심업무지구의 개념은 도시의 중심을 의미하는 도심(都心)의 개념과 종종 호환적으로 사용되나, 둘은 항상 같은 것이 아니다. 중심업무지구는 도시의 중추관리기능이 집중된 지역을 뜻하는 기능적 기준에 의한 분류인 반면, 도심은 포괄적인 의미에서 도시의 단일한 중심지역을 의미한다. 따라서 도시에서 도심은 하나만 존재할 수 있지만, 중심업무지구는 하나도 존재하지 않거나 여러 개가 존재할 수도 있다.
'Central Business District'라는 영단어는 종종 상업지역(商業地域, 영어: commercial area)이라는 특성을 강조하는 '중심상업지구'(中心商業地區) 또는 '중심상업업무지구'(中心商業業務地區)라는 표현으로도 번역되는데, 이는 소매업 집중도를 중심으로 도심의 경계를 구분하는 고전적 연구들의 영향을 받은 것이다. 그러나 1970년대 이후 자본주의가 고도화되며 2차 산업에서 3차 산업 중심으로 산업구조가 재편됨에 따라 도심부는 점점 제조업 공장이나 단순 고객응대 등의 업무를 관할하는 지점(支店)이 아닌, 전략적 의사결정 등 고차원적이고 중추적인 관리기능을 주로 담당하는 기업 본사 및 이와 밀접한 관계에 있는 금융기관 등이 집적된 지역으로 변화하게 되었으므로, 이들의 사무실이 밀집된 공간을 뜻하는 중심업무지구라는 단어에서 '중심업무'라 함은 고급 소매업 등 단순 상업만을 뜻하는 것이 아니라 대기업 본사, 금융기관 및 주요 관청 등 중추관리적 기능을 담당하는 사무실들의 입지를 포괄하는 개념으로 재탄생하였다.:43-44
따라서 '중심업무지구'를 오로지 소매업 등이 집중된 상업지역만으로 이해하는 관점은 더 이상 유효하지 않으며, '중심업무지구'를 구분짓는 개념인 '중심업무'란 일반적으로 '사무실'에서의 사무(업무)활동으로서 행정사무의 지원기능, 기획, 통제, 관리 등 조정기능 및 전략적 의사결정기능을 포괄하는 개념으로 이해된다. 다만 구체적으로 무엇을 '중심업무'로 분류하고 그에 따라 중심업무지구 또는 도심의 경계를 어떻게 판단할 것이지를 규정하는 현실적 기준이 일의적으로 정해진 것은 아니다.:230-231

## 사례

### 대한민국

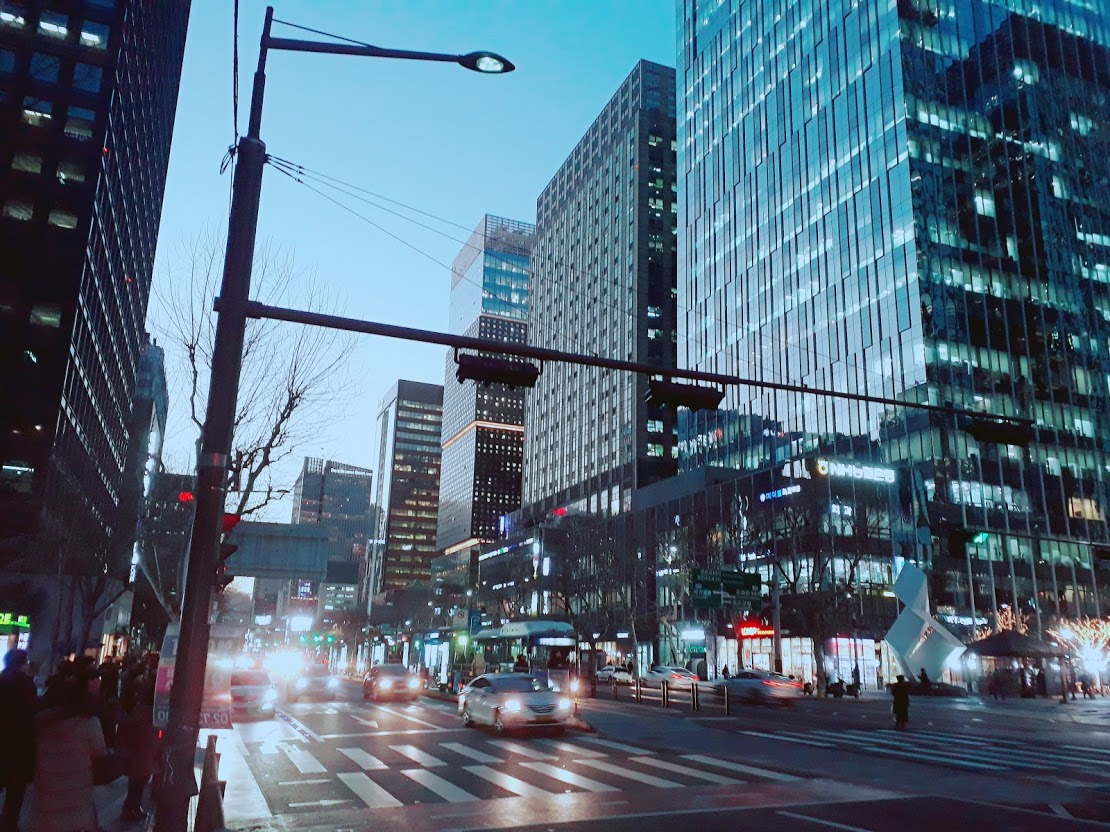
서울 도심의 종로 일대 경관

서울특별시에는 세 개의 주요 중심 업무 지구가 있다. 전통적으로는 도성 안이라고 일컬어지는 종로구와 중구 일대의 서울 도심이 1980년대의 서울의 중심 업무 지구였다. 현재에도 종로구와 중구에는 수많은 기업의 사무실이 있으며, 정부기관 건물도 많다. 또한, 이 지역은 서울의 주요 관광지이기도 하며, 관광객들을 겨냥한 상업시설(백화점, 전통시장, 쇼핑몰 등)이 곳곳에 산재해 있다.
- 서울특별시: 서울 도심, 여의도, 강남
- 부산광역시: 중구, 동구 중앙대로 일대
- 대구광역시: 중구 반월당 일대
- 인천광역시: 구월동 일대
- 대전광역시: 둔산신도시
- 광주광역시: 상무지구

### 외국
- 뉴욕: 맨해튼
- 시카고: 다운타운 루프지역

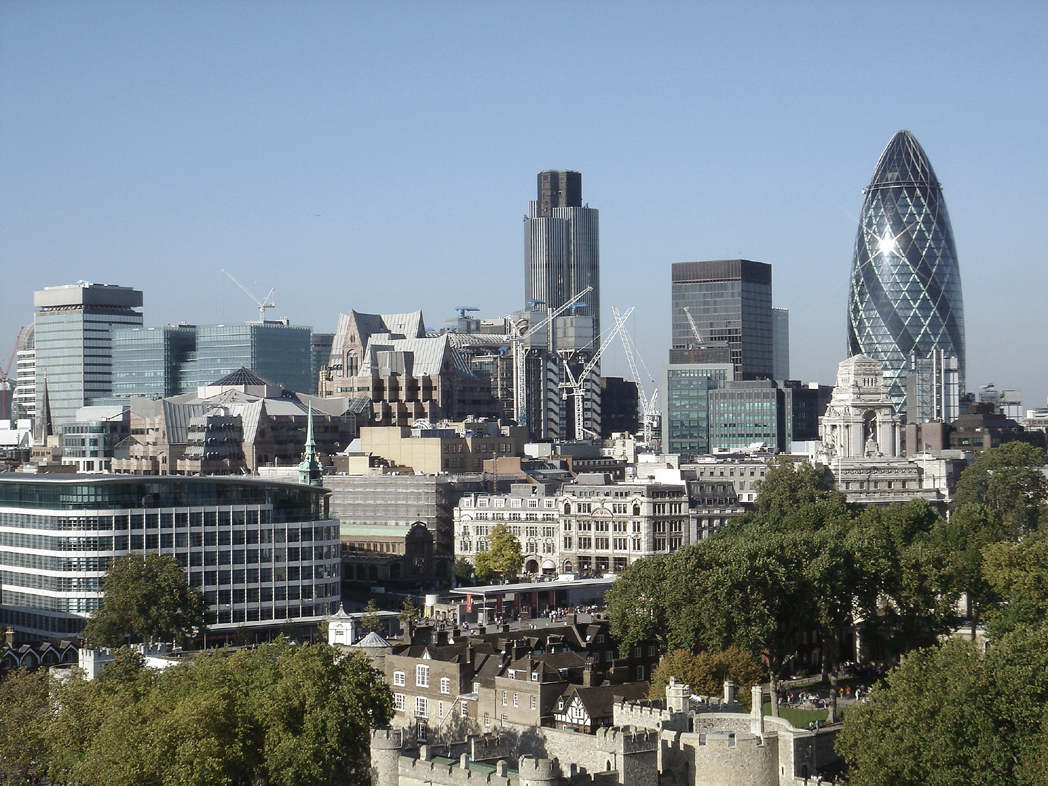
시티 오브 런던의 경관

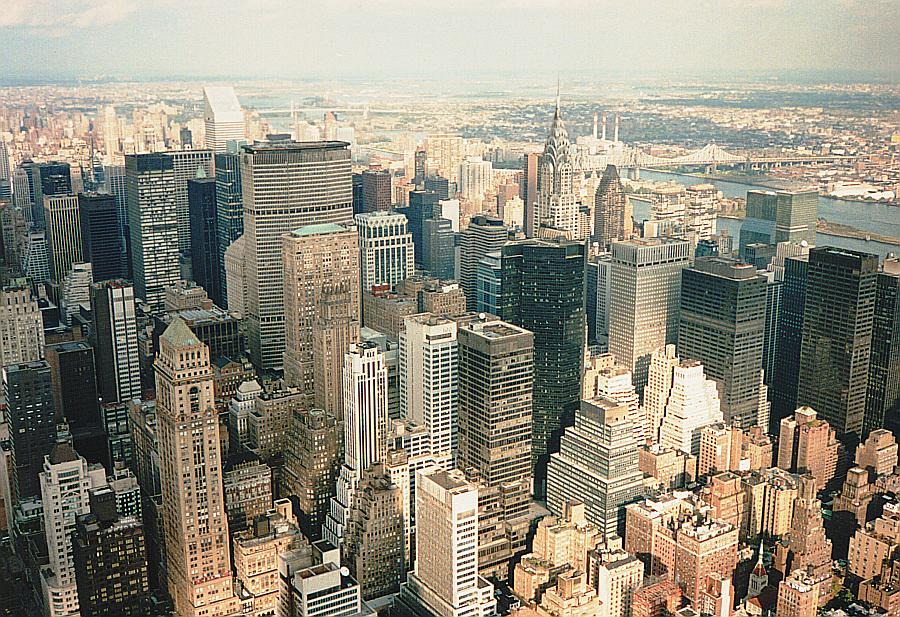
뉴욕 맨해튼 일대의 경관

- 베를린: 미테(Berlin-Mitte)지역의 운터 덴 린덴거리
- 런던: 시티 오브 런던, 웨스트민스터
- 파리: 라데팡스
- 도쿄: 마루노우치, 오테마치
- 오클랜드: 오클랜드 시티(Auckland City)
- 시드니: 시티 오브 시드니
- 로스앤젤레스: 다운타운
- 홍콩: 홍콩섬, 주룽 지역

## 같이 보기
- 도심
- 다운타운
- 본사
- 금융기관
- 상업지구
- 비즈니스 파크